# Estrinia
Estrinia is een geslacht van rechtvleugeligen uit de familie sabelsprinkhanen (Tettigoniidae). De wetenschappelijke naam van dit geslacht is voor het eerst geldig gepubliceerd in 1926 door Karny.

## Soorten
Het geslacht Estrinia omvat de volgende soorten:
- Estrinia dauanensis Rentz, 2001
- Estrinia decemspinosa Karny, 1926
- Estrinia octospinosa Jin, 1992